# Mighty Barrolle
Maillots
Le Mighty Barrolle est un club libérien de football basé à Monrovia, et fondé en 1964.

## Palmarès
Le club a le palmarès le plus important du Liberia avec 13 championnats du Liberia et 8 coupes du Liberia,.
- Championnat du Liberia de football
  - Champion : 1967, 1972, 1973, 1974, 1986, 1988, 1989, 1993, 1995, 2001, 2004, 2006 et 2009

- Coupe du Liberia de football
  - Vainqueur : 1974, 1978, 1981, 1983, 1984, 1985, 1986, 1995 et 2000
  - Finaliste : 1993, 2006 et 2008